# Lost Generation
Als Lost Generation (engl. für „Verlorene Generation“) wird laut der Encyclopedia Britannica im engeren Sinne eine Gruppe US-amerikanischer Schriftsteller bezeichnet, die während des Ersten Weltkriegs volljährig wurden, an diesem teilnahmen und in den 1920er Jahren in Paris als Auslandsamerikaner lebten. Mit der Aussage: „You are a lost generation“, die Gertrude Stein Ernest Hemingway, einem Vertreter dieser Schriftstellergruppe, gegenüber machte (deutsch: „Ihr seid eine verlorene Generation“), meinte sie ausdrücklich „alle von euch jungen Leuten, die Kriegsdienst geleistet haben“ („All of you young people who served in the war“).
Auch in anderen Ländern als den USA gab es Schriftsteller, die sich nach dem Vorbild ihrer etwa gleich alten US-amerikanischen Kollegen aufgrund ähnlicher Erlebnisse im Ersten Weltkrieg als Angehörige einer Art Lost Generation verstanden. Diese übersetzten den von Gertrude Stein geprägten Begriff in ihre Muttersprache. In Deutschland entstand auf diese Weise der Begriff Verlorene Generation.
Der Begriff Lost Generation wurde im Laufe des 20. Jahrhunderts durch (nicht nur US-amerikanische) Historiker und Soziologen auf alle Angehörigen der Jahrgänge 1883 bis 1900 ausgedehnt. Einige Kunsthistoriker aus dem deutschsprachigen Raum argumentieren, dass die Angehörigen der „Lost Generation“ im engeren Wortsinn nur die erste Generation seien, die sich mit den Katastrophen des 20. Jahrhunderts habe auseinandersetzen müssen, so dass die letzten Werke der umfassenden „Verlorenen Generation“ erst um 1950 entstanden seien.

## Entstehung und Verbreitung der Bezeichnung in den USA
Nach Ernest Hemingways Bericht in seinem Buch A Moveable Feast (dt. Paris – ein Fest fürs Leben) hatte Gertrude Stein sich in Paris beim patron (Besitzer) einer Werkstatt über einen Autoschlosser beschwert, woraufhin der patron seinem jungen Angestellten bescheinigte: „Ihr seid alle eine verlorene Generation“ (génération perdue). Sylvia Beach zufolge habe der Mann damit ausdrücken wollen, dass die jungen Leute während des Krieges keine ordentliche Ausbildung genossen hätten und deshalb für viele Arbeiten ausfielen. Ihr selbst sei keine Generation weniger „verloren“ vorgekommen als diese begabte und auch erfolgreiche Generation.
Gertrude Stein übersetzte den Satz ins Englische und interpretierte ihn: Die jungen ehemaligen Kriegsteilnehmer seien respektlos und tränken zu viel. Hemingway hielt dem entgegen, dass wahrscheinlich „der patron des jungen Mannes schon um elf Uhr früh betrunken“ gewesen sei, weshalb er auch „so wunderbare Phrasen“ gebraucht habe. Hemingway wählte die Wendung „verlorene Generation“ als eines von zwei Motti für seinen ersten Roman The Sun Also Rises (dt. Fiesta), was ihre Verbreitung förderte. Der Roman spielt in dem Milieu, das Gertrude Stein laut der Encyclopedia Britannica bei ihrem Ausspruch im Auge hatte.
Viele der bedeutendsten Schriftsteller der amerikanischen Moderne verbrachten einige Zeit in Europa und fanden insbesondere in Paris unter der Ägide Steins eine, wenn auch nur vorübergehende, geistige Heimat. Einigen der wichtigsten Auslandsamerikaner (expatriates), wie zuvor Henry James, etwa Ezra Pound und T. S. Eliot, war eine kulturkritische Grundhaltung gemein, die sich gegen die behauptete Banalität der amerikanischen Gesellschaft und der amerikanischen Literatur richtete. Der locus classicus für die beherrschende Stimmung der Zeit findet sich bei F. Scott Fitzgerald, der schrieb, seine Generation sei herangewachsen, nur um „alle Götter tot, alle Kriege gekämpft, jeden Glauben in die Menschheit zerstört“ vorzufinden („Here was a generation… grown up to find all gods dead, all wars fought, all faith in man shaken.“).
Mitte der 1920er Jahre zählte die amerikanische Exilgemeinde in Paris über 30.000 Personen. Die Encyclopedia Britannica stellt fest, dass die Schriftsteller der Lost Generation in Frankreich sich bis in die 1930er Jahre in verschiedene Richtungen entwickelt und insofern keine Einheit mehr gebildet hätten. Ezra Pound verließ z. B. bereits 1924 Paris und wurde in Italien zum Anhänger des Faschistenführers Benito Mussolini. Die Ernüchterung der US-amerikanischen Heimkehrer aus Frankreich hielt Malcolm Cowley 1934 in Exile's Return fest.
Die Historiker William Strauss und Neil Howe verwendeten 1991 den Begriff Lost Generation in ihrem Buch Generations als Sammelbegriff für 1883–1900 Geborene. Die Kinder der US-Amerikaner unter ihnen ordneten die Autoren dem Begriff G.I. Generation, ihre Enkel dem Begriff Baby-Boomer zu. Zur „Lost Generation“ zählen die Autoren auch ausländische Teilnehmer am Ersten Weltkrieg, die zwischen 1883 und 1900 geboren wurden. Dass auch Frauen der genannten Geburtsjahrgänge der „Lost Generation“ angehörten, wird damit begründet, dass sie „nach dem Aufbruch der Männer an die Front […] bereits auf den Geschmack einer gewissen Selbständigkeit gekommen“ seien und nach dem Krieg die Emanzipation der Frauen forciert hätten.

## Begriffsverwendung außerhalb der USA
Der Topos der Verlorenen Generation bürgerte sich in Deutschland aufgrund von Aussagen des Protagonisten Paul Bäumer in Erich Maria Remarques Roman Im Westen nichts Neues (Erstveröffentlichung 1928) ein. Manuela Bernauer stellt ausdrücklich einen Bezug zwischen dem Roman und dem US-amerikanischen Diskurs über die Lost Generation her: „Der Autor greift für sein Buch das im angloamerikanischen Raum schon bewährte Konzept der geschlagenen, verlorenen oder zerstörten Generation auf.“ Im Vorwort heißt es, das Buch solle „den Versuch machen, über eine Generation zu berichten, die vom Kriege zerstört wurde – auch wenn sie seinen Granaten entkam.“ Zu Beginn des 2. Kapitels denkt Paul Bäumer über die besondere Lage seiner Generation nach: „Die älteren Leute sind alle fest mit dem Früheren verbunden, sie haben Grund, sie haben Frauen, Kinder, Beruf und Interessen. […] Wir waren noch nicht eingewurzelt. Der Krieg hat uns weggeschwemmt.“ Und im 6. Kapitel heißt es wörtlich: „Wir sind verlassen wie Kinder und erfahren wie alte Leute, wir sind roh und traurig und oberflächlich – ich glaube, wir sind verloren.“ An der Begriffsverwendung ist auffällig, dass der Protagonist in der Verlorenen Generation nicht eine zeitgeschichtliche Generation sieht, der auch ältere Kriegsteilnehmer angehören, sondern eine relativ kleine Kohorte von Angehörigen bestimmter Jahrgänge, die nach seiner Begriffsverwendung eine Geburtsgeneration bilden. Klein ist die Kohorte durch das Merkmal, dass einerseits ihre Angehörigen ab 1914 ihre Schul- oder Berufsausbildung nicht so abschließen konnten, wie es noch bei unwesentlich Älteren möglich war. Andererseits endete die Situation, dass junge Männer ohne Schul- oder Berufsabschluss Kriegsteilnehmer wurden, im Jahr 1918 (was die Romanfigur aber nur ahnen kann).

### Ausgrenzung von Menschen mit „untypischen“ Mentalitäten
Nicht in der Tradition des Diskurses über die Lost Generation steht hingegen Manuela Bernauer zufolge die deutschsprachige Literatur, die von Autoren wie Ernst Jünger (In Stahlgewittern) verfasst wurde. Sie zitiert Henning Müllers Einschätzung von Jüngers Buch mit den Worten: „Der Erfolg von Jüngers Kriegstagebuch In Stahlgewittern lag nicht zuletzt darin begründet, daß  hier ein begabter Sprachartist den Geist jener Frontsoldaten, Kriegsfreiwilligen und Landsknechtstypen ästhetisierte, die sich auch nach der Kriegsniederlage nichts anderes als den Krieg vorstellen konnten – und die Friedenszeit verachteten.“
Dass diese Schriftsteller eigentlich nicht zur „verlorenen Generation“ gehören (es sei denn, man legte die US-amerikanische Definition von Williams / Howe zugrunde), belegt auch ein Zitat aus dem in Österreich veröffentlichten „Politiklexikon für junge Leute“: „Als lost generation (verlorene Generation) werden jene Menschen bezeichnet, die den Ersten Weltkrieg als Jugendliche oder junge Erwachsene miterlebten. Geprägt war diese Generation von den traumatischen Erfahrungen der Kriegs- und Nachkriegsjahre. Diese Jugendlichen mussten schnell erwachsen werden und viele verloren den Glauben an menschliche Werte und an Autoritäten. Sie galten als perspektivenlos, waren zynisch und glaubten nicht mehr an eine positive Zukunft – weder für sich, noch für die Menschheit.“

### Einbezug anderer Jahrgänge und anderer Problemlagen
Der Kunsthistoriker Rainer Zimmermann (1920–2009) prägte 1980 den Begriff der „Verschollenen“ oder „Verlorenen“ Generation. Er zieht eine Parallele zum Begriff „Lost Generation“, den nicht nur Gertrude Stein, sondern den auch Hannah Arendt für die amerikanische Schriftstellergeneration der 1920er-Jahre gewählt hat. Der Generation gehören Künstler an, die zwischen 1890 und 1914 geboren wurden, so dass die Extension des Begriffs „Verlorene Generation“ (d. h. die Gesamtmenge der Menschen, die mit dem Begriff bezeichnet werden können und/oder sollen) sich nur teilweise mit derjenigen des Begriffs Lost Generation deckt.
Die Hamburger Kunsthistorikerin Maike Bruhns stellte im März 2013 80 Exponate für eine Ausstellung mit dem Titel „Nachtmahre und Ruinenengel“ in der Hamburger Kunsthalle zusammen. Die taz berichtete über diese Ausstellung unter der Überschrift: „‚Verlorene Generation‘: Dokumente des Ungesagten“. Die aus der Zeit zwischen 1920 und 1950 stammenden Werke „dokumentieren die Brüche einer zwischen die Kriege geratenen Generation“. Die Spanne zwischen den Geburtsjahren der Künstler, die die ausgestellten Werke angefertigt haben, zeigt, dass „Verlorene Generation“ im Kontext der Ausstellung als Erlebnisgeneration zu verstehen ist, zu der nicht nur gerade erwachsen Gewordene gehören.
Die Benennung des 2017 eröffneten „Museums Kunst der Verlorenen Generation“ in Salzburg orientiert sich an Zimmermanns Begriffsverwendung. Es beherbergt die ca. 500 Gemälde, Skulpturen und Graphiken (Stand: März 2022) der Sammlung Heinz R. Böhmes. In dem Museum werden Werke von Schülern Max Liebermanns, Max Beckmanns, Otto Dix’, Lovis Corinths und Henri Matisses ausgestellt. Deren Schüler standen 1933 auf dem Höhepunkt ihres Schaffens und wurden in Deutschland mit der Tatsache konfrontiert, dass der Stilpluralismus der Zeit der Weimarer Republik nicht mehr erwünscht war. Ihre Bilder wurden im Zuge der Aktion „Entartete Kunst“ 1937 aus öffentlichen Sammlungen und Museen entfernt, verhöhnt, zerstört oder mit etwas Glück versteckt. Sie selbst gerieten oftmals in Vergessenheit. Diese Gruppe von Künstlern wird auch als Verschollene Generation bezeichnet.
Zur Generation als „verschollen“ geltender Künstler gehörte auch der Schriftsteller Klaus Mann (geboren 1906), der älteste Sohn Thomas Manns. Seinem 1932 noch in Deutschland veröffentlichten Roman Treffpunkt im Unendlichen gab Klaus Mann den Untertitel: „Roman einer verlorenen Generation“. Durch die Wahl des unbestimmten Artikels („einer“) und das klein geschriebene „V“ („verlorenen“) signalisiert er Distanz zu der Marke „Lost Generation“, nicht aber zur Lage, in der sich die Gemeinten in den 1920er Jahren befanden. Die Situation im Europa der Zwischenkriegszeit charakterisiert ein Rezensent des Romans im Jahr 2020 folgendermaßen: „Die Zwanziger Jahre, Berlin und Paris: Sonja, die Schauspielerin, und Sebastian, der Nachwuchs-Schriftsteller, sind Teil jener Lost Generation, die während und nach dem Ersten Weltkrieg, dem Sündenfall und Trauma aller Intellektuellen, aufwuchs. Alte Werte sind im Kanonendonner zerstoben, neue noch nicht vorhanden. Man experimentiert mit Drogen, Kunst, freier Liebe und Homosexualität; man lässt sich treiben - kein Ziel vor Augen. Nur wenige ahnen: Eine Entscheidung steht bevor. Triumphieren wird eine Ideologie, die auf dem Marktplatz der Möglichkeiten zu dieser Zeit nur eine unter vielen ist: der Nationalsozialismus, die Unkultur in Reinform, das pure Gegenteil der Bohème, der sich die jungen Leute zugehörig fühlen.“ Der letzte Satz trifft auf Berlin und Deutschland, um 1933 aber nicht auf Paris und Frankreich und auch nicht auf die USA zu.

## „Lost Generation / verlorene Generation“ im Plural
Bereits die von Ernest Hemingway kolportierte Aussage Gertrude Steins: „You are a lost generation“ ermöglicht die Interpretation, dass dieser Satz die Existenz mehrerer „verlorener Generationen“ nicht ausschließt. Ausgeschlossen wird diese Interpretation nur dann, wenn man den Begriff als Namen bzw. als Etikett versteht (für die Generation von Künstlern, der Steins Gesprächspartner Hemingway angehörte, bzw. für alle Angehörigen der Geburtsjahrgänge 1883 bis 1900), unabhängig von der Frage, ob auf alle Generationsangehörige das Definitionsmerkmal „verloren“ (zeitlebens) zutraf.
Hannah Arendt ging in ihrem Aufsatz über den 1898 geborenen Bertolt Brecht der Frage nach, welche Formen der Verlorenheit es erlaubten, verschiedene Typen „verlorener Generationen“ voneinander abzugrenzen. Der „ersten“ verlorenen Generation seien in Deutschland weitere „verlorene Generationen“ gefolgt: „Erst diejenigen, die, etwa zehn Jahre später geboren, durch Revolution, Inflation und Arbeitslosigkeit in die Welt eingeführt und so über die Brüchigkeit alles dessen belehrt wurden, was nach mehr als vier Jahren des Mordens in Europa noch intakt geblieben war; und dann, wiederum zehn Jahre später, die dritte „verlorene Generation“, die sich gleichsam aussuchen konnte, ob sie ihre erste Welterfahrung in den Konzentrationslagern des Dritten Reichs oder im Spanischen Bürgerkrieg oder an den Moskauer Prozessen machen wollte. Diese drei Gruppen standen sich altersmäßig noch nah genug, um im Zweiten Weltkrieg in eine einzige zusammenzuschmelzen – als Soldaten oder als Flüchtlinge, als Mitglieder von Widerstandsbewegungen oder als Insassen von Internierungs- und Vernichtungslagern, als Zivilisten unterm Bombenhagel und Überlebende von Städten […]“. Durch die Art der Beschreibung wird deutlich, dass das Motiv der Verlorenheit nicht auf die Jugendzeit der früh als „verloren“ Charakterisierten beschränkt sein muss. Nach Hannah Arendts 1969 im Rückblick auf das 20. Jahrhundert angefertigten Analyse ist es zudem nicht verwunderlich, dass Autoren, die im Zweiten Weltkrieg Ähnliches erlebten wie die Generation ihrer Väter 25 Jahre zuvor, ebenfalls als Angehörige einer verlorenen bzw. sogar der „Verlorenen Generation“ betrachtet werden.

## Kritik an der Konstruktion der „Verlorenen Generation“
Hannah Arendt dekonstruierte in ihrem Aufsatz über Bertolt Brecht das hinter dem Reden von einer „Lost Generation“ stehende Konzept „verlorener“ Menschen. Vielen Schriftstellern, die sich der „Lost Generation“ zugeordnet hätten bzw. dieser zugeordnet worden seien, sei es darum gegangen, Literatur „voll […] von dieser psychologischen und gesellschaftlichen Pseudoproblematik“ zu verfassen, „in der Individuen ihre Interessantheit zu Markte tragen.“ Es sei aber, so Arendt, darum gegangen, zu erkennen, dass „[d]ie Menschen […] ihr Gewicht verloren“ hätten; „schwerelos, dem Winde gleich, treiben sie durch eine verlorene Welt, die sie nicht mehr behaust. Es geht nicht um die Menschen, es geht um die Welt.“